# حسن بهرام‌نیا
حسن بهرام‌نیا (زاده ۱۳۴۳ نهاوند) سیاستمدار اصولگرای ایرانی و استاندار استان ایلام در دولت سیزدهم بوده‌است. وی پیش‌تر نماینده مردم نهاوند در دهمین دوره مجلس شورای اسلامی بود. بهرام‌نیا با کسب ۳۱٬۱۳۲ رأی از مجموع ۹۰٬۴۳۲ رأی معادل ۳۴٫۴۳ درصد از آرا توانست از حوزه انتخابیه نهاوند به مجلس راه پیدا کند.